# Secretaria Nacional de Segurança Pública
A Secretaria Nacional de Segurança Pública (SENASP) é um órgão público superior de nível federal, vinculado ao Ministério da Justiça. Ela é responsável pela política de segurança pública no país.